# Championnats panaméricains de lutte
Les Championnats panaméricains de lutte sont une compétition de lutte libre et gréco-romaine  opposant les lutteurs du continent américain. Les premiers championnats ont lieu en 1984, et les épreuves féminines sont ajoutées en 1997. Ces championnats se déroulent tous les ans.

## Historique des éditions
| Année | Ville            |
| ----- | ---------------- |
| 1984  | Mexico           |
| 1986  | Colorado Springs |
| 1988  | Mexico           |
| 1989  | Colorado Springs |
| 1990  | Colorado Springs |
| 1992  | Albany           |
| 1993  | Guatemala        |
| 1994  | Mexico           |
| 1997  | San Juan         |
| 1998  | Winnipeg         |

| Année | Ville            |
| ----- | ---------------- |
| 2000  | Cali             |
| 2001  | Saint-Domingue   |
| 2002  | Maracaibo        |
| 2003  | Guatemala        |
| 2004  | Guatemala        |
| 2005  | Guatemala        |
| 2006  | Rio de Janeiro   |
| 2007  | San Salvador     |
| 2008  | Colorado Springs |
| 2009  | Maracaibo        |

| Année | Ville             |
| ----- | ----------------- |
| 2010  | Monterrey         |
| 2011  | Rionegro          |
| 2012  | Colorado Springs  |
| 2013  | Panamá            |
| 2014  | Mexico            |
| 2015  | Santiago          |
| 2016  | Frisco            |
| 2017  | Salvador de Bahia |
| 2018  | Lima              |
| 2019  | Buenos Aires      |

| Année | Ville        |
| ----- | ------------ |
| 2020  | Ottawa       |
| 2021  | Guatemala    |
| 2022  | Acapulco     |
| 2023  | Buenos Aires |
| 2024  | Acapulco     |